# Jana Knedlíková
Jana Knedlíková (* 22. června 1989 Praha) je česká házenkářka hrající za norský tým Vipers Kristiansand a českou reprezentaci. První krůčky Jana učinila v klubu HC Háje. Zde si ji vyhlédla Slavia Praha, do jejíchž řad se následně přesunula. Je to první česká házenkářka, která vyhrála Ligu mistrů EHF. Za rok 2016 a 2021 byla vyhlášena nejlepší házenkářkou České republiky.
Hrála na mistrovství světa 2013 (15. místo), mistrovství světa 2021 (19. místo), mistrovství Evropy 2012 (12. místo), mistrovství Evropy 2016 (10. místo), mistrovství Evropy 2018 (15. místo), mistrovství Evropy 2020 (15. místo).

## Úspěchy
- EHF Champions League:
  - Vítěz: 2017, 2018, 2019, 2021, 2022 , 2023
  - Finalista: 2016
- Women Handball International League:
  - Vítěz: 2010, 2011
- Česká liga v házené žen:
  - Vítěz: 2010
- Maďarská liga:
  - Vítěz: 2016, 2017, 2018, 2019
- Maďarský pohár:
  - Vítěz: 2015, 2016, 2018, 2019